# Mauligobius maderensis
Mauligobius maderensis é uma espécie de peixe da família Gobiidae e da ordem Perciformes.

## Morfologia
- Os machos podem atingir 15 cm de comprimento total.[4][5]

## Habitat
É um peixe marítimo, de clima temperado e demersal.

## Distribuição geográfica
É encontrado no Oceano Atlântico oriental: Madeira e nas Ilhas Canárias.

## Observações
É inofensivo para os humanos.